# Kunice (gemeente)
De gemeente Kunice (Duits: Kunitz) is een landgemeente in het Poolse woiwodschap Neder-Silezië, in powiat Legnicki.
De zetel van de gemeente is in Kunice.
Op 30 juni 2004 telde de gemeente 4974 inwoners.

## Oppervlakte gegevens
In 2002 bedroeg de totale oppervlakte van gemeente Kunice 92,79 km², waarvan:
- agrarisch gebied: 69%
- bossen: 17%

De gemeente beslaat 12,46% van de totale oppervlakte van de powiat.

## Demografie
Stand op 30 juni 2004:
| Omschrijving                   | Totaal | Totaal | Vrouwen | Vrouwen | Mannen | Mannen |
| ------------------------------ | ------ | ------ | ------- | ------- | ------ | ------ |
| eenheid                        | aantal | %      | aantal  | %       | aantal | %      |
| inwoners                       | 4974   | 100    | 2550    | 51,3    | 2424   | 48,7   |
| bevolkingsdichtheid (inw./km²) | 53,6   | 53,6   | 27,5    | 27,5    | 26,1   | 26,1   |

In 2002 bedroeg het gemiddelde inkomen per inwoner 1971 zł.

## Administratieve plaatsen (sołectwo)
Bieniowice, Golanka Górna, Grzybiany, Jaśkowice Legnickie, Kunice, Miłogostowice, Pątnów Legnicki, Piotrówek, Rosochata, Spalona, Szczytniki nad Kaczawą, Szczytniki Małe, Ziemnice.

## Aangrenzende gemeenten
Legnica, Legnickie Pole, Lubin, Miłkowice, Prochowice, Ruja